# Bolsa de Comercio de Buenos Aires

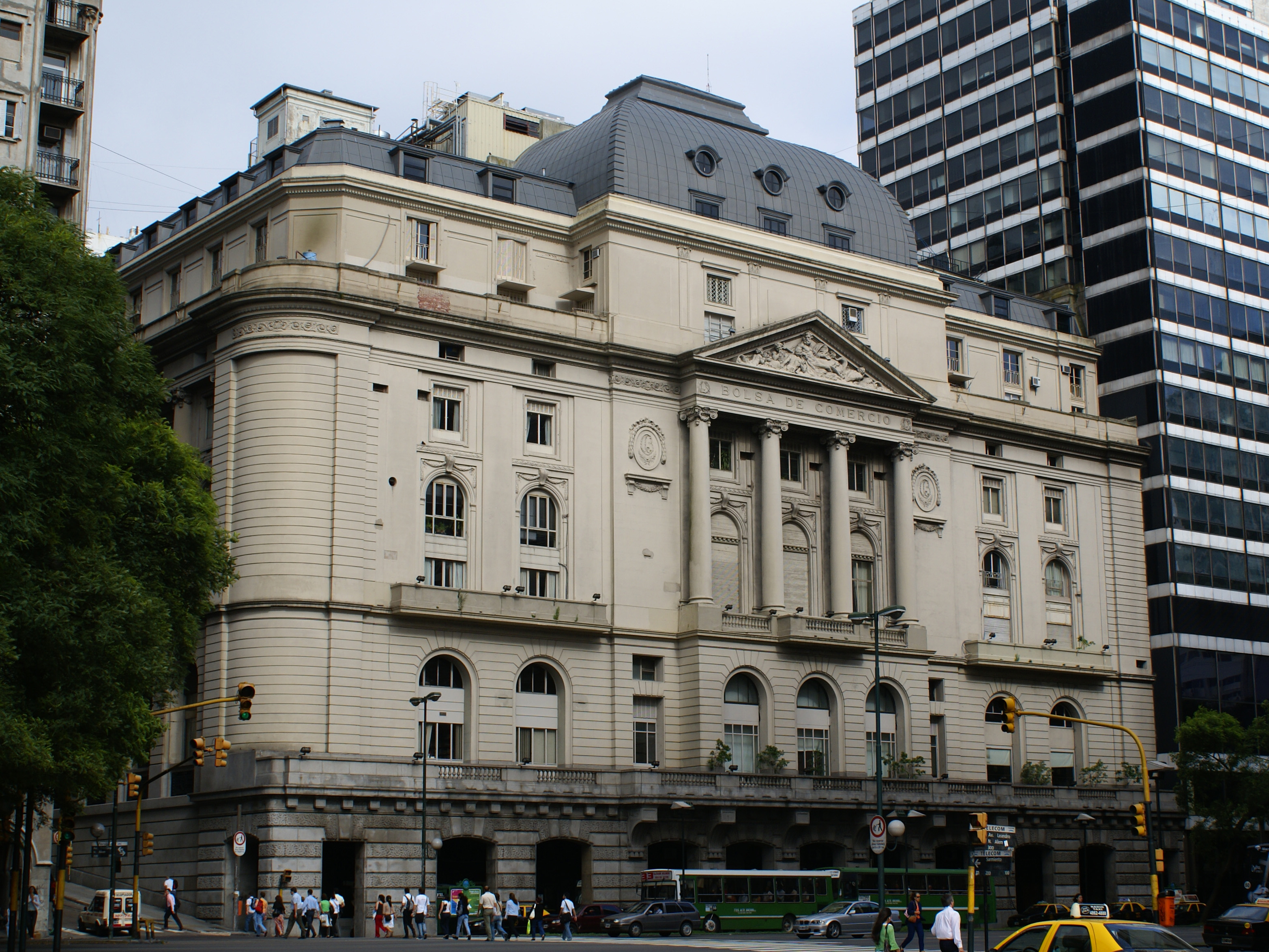
Gebäudeansicht

Die Bolsa de Comercio de Buenos Aires (BCBA) (deutsch: Handelsbörse von Buenos Aires) ist die Gesellschaft, die für den Betrieb der wichtigsten Aktienbörse Argentiniens verantwortlich ist. Sie befindet sich an der Avenida Leandro N. Alem, im Stadtteil San Nicolás, in der argentinischen Hauptstadt Buenos Aires. Sie wurde 1854 gegründet und ist der Nachfolger der Banco Mercantil, die 1822 von Bernardino Rivadavia gegründet wurde.
Die BCBA definiert sich selbst wie folgt: „Es handelt sich um eine selbstregulierende, nicht auf Gewinn ausgerichtete, Gesellschaft bürgerlichen Rechts. In ihrem Verwaltungsrat sitzen Repräsentanten verschiedener Bereiche der argentinischen Wirtschaft.“

## Mitgliedschaften
- Sie ist Mitglied in der World Federation of Exchanges.[1]
- Ibero-American Federation of Exchanges[2]
- Sustainable Stock Exchanges Initiative

## Indizes
Der wichtigste Aktienindex ist der MERVAL (abgeleitet von MERcado de VALores). Andere Indikatoren sind Burcap, Bolsa General und M.AR. sowie der Währungsindikator Indol.

## Gebäude und Bauwerk
Das derzeitige Gebäude wurde von Alejandro Christophersen 1913 entworfen und 1916 fertiggestellt. Der  moderne Anbau stammt von Mario Roberto Álvarez und wurde 1977 eingeweiht.